# Finala UEFA Europa Conference League 2022
Finala UEFA Europa Conference League 2021-2022 a avut loc pe 25 mai 2022 pe Arena Kombëtare din Tirana, Albania. Echipa italiană AS Roma a învins formația batavă Feyenoord Rotterdam cu 1-0 și a devenit astfel prima câștigătoare din istorie a Europa Conference League. Roma este primul club italian care se impune într-o competiție organizată de UEFA după o pauză de 12 ani.

## Finaliste
Cu litere  îngroșate , finale câștigate.
| Echipe    | Finale jucate anterior | Finale jucate anterior |
| --------- | ---------------------- | ---------------------- |
| Roma      | Niciuna                | Niciuna                |
| Feyenoord | Niciuna                | Niciuna                |

## Locul de desfășurare
Partida s-a jucat pe Arena Kombëtare din Tirana, Albania, stadion cu o capacitate de 21.690 de locuri. Este prima finală organizată de UEFA care are loc în Albania.
| Albania                              |                 |                 |                 |
| Oraș                                 | Stadion         |                 |                 |
| Tirana                               | Arena Kombëtare | Arena Kombëtare | Arena Kombëtare |
|                                      |                 |                 |                 |
| Finala Europa Conference League 2022 |                 |                 |                 |

## Drumul spre finală
| Grupa C       | P  | M | V | E | Î | GM | GP | Dif |
| ------------- | -- | - | - | - | - | -- | -- | --- |
| Roma          | 13 | 6 | 4 | 1 | 1 | 18 | 11 | 7   |
| Bodø/Glimt    | 12 | 6 | 3 | 3 | 0 | 14 | 5  | 9   |
| Zoria Luhansk | 7  | 6 | 2 | 1 | 3 | 5  | 11 | -6  |
| ȚSKA Sofia    | 1  | 6 | 0 | 1 | 5 | 3  | 13 | -10 |

| Grupa E       | P  | M | V | E | Î | GM | GP | Dif |
| ------------- | -- | - | - | - | - | -- | -- | --- |
| Feyenoord     | 14 | 6 | 4 | 2 | 0 | 11 | 6  | 5   |
| Slavia Praga  | 8  | 6 | 2 | 2 | 2 | 8  | 7  | 1   |
| Union Berlin  | 7  | 6 | 2 | 1 | 3 | 8  | 9  | -1  |
| Maccabi Haifa | 4  | 6 | 1 | 1 | 4 | 2  | 7  | -5  |

## Meciul
Echipa de „acasă” (în scopuri administrative) a fost determinată de o tragere la sorți suplimentară care a avut loc după extragerile din sferturi și semifinale.
| AS Roma     | 1–0 | Feyenoord Rotterdam |
| ----------- | --- | ------------------- |
| Zaniolo 32' |     |                     |

| Roma | Feyenoord |

| GK            | 1  | Rui Patrício           | 84'   |     |
| CB            | 23 | Gianluca Mancini       |       |     |
| CB            | 6  | Chris Smalling         |       |     |
| CB            | 3  | Roger Ibañez           |       |     |
| DM            | 77 | Henrikh Mkhitaryan     |       | 17' |
| DM            | 4  | Bryan Cristante        |       |     |
| RM            | 2  | Rick Karsdorp          |       | 89' |
| LM            | 59 | Nicola Zalewski        | 66'   | 67' |
| AM            | 22 | Nicolò Zaniolo         |       | 67' |
| AM            | 7  | Lorenzo Pellegrini (c) | 37'   |     |
| CF            | 9  | Tammy Abraham          |       | 89' |
| Substitutes:  |    |                        |       |     |
| GK            | 87 | Daniel Fuzato          |       |     |
| DF            | 5  | Matías Viña            |       | 89' |
| DF            | 15 | Ainsley Maitland-Niles |       |     |
| DF            | 24 | Marash Kumbulla        |       |     |
| DF            | 37 | Leonardo Spinazzola    | 90+4' | 67' |
| MF            | 17 | Jordan Veretout        |       | 67' |
| MF            | 27 | Sérgio Oliveira        |       | 17' |
| MF            | 52 | Edoardo Bove           |       |     |
| FW            | 11 | Carles Pérez           |       |     |
| FW            | 14 | Eldor Shomurodov       |       | 89' |
| FW            | 64 | Felix Afena-Gyan       |       |     |
| FW            | 92 | Stephan El Shaarawy    |       |     |
| Manager:      |    |                        |       |     |
| José Mourinho |    |                        |       |     |

| GK           | 1  | Justin Bijlow (c)        |     |     |
| RB           | 3  | Lutsharel Geertruida     |     |     |
| CB           | 18 | Gernot Trauner           | 25' | 74' |
| CB           | 4  | Marcos Senesi            |     |     |
| LB           | 5  | Tyrell Malacia           |     | 88' |
| CM           | 26 | Guus Til                 |     | 59' |
| CM           | 17 | Fredrik Aursnes          |     |     |
| CM           | 10 | Orkun Kökçü              |     | 88' |
| RF           | 14 | Reiss Nelson             |     | 74' |
| CF           | 33 | Cyriel Dessers           |     |     |
| LF           | 7  | Luis Sinisterra          |     |     |
| Substitutes: |    |                          |     |     |
| GK           | 16 | Valentin Cojocaru        |     |     |
| GK           | 21 | Ofir Marciano            |     |     |
| GK           | 30 | Thijs Jansen             |     |     |
| DF           | 2  | Marcus Holmgren Pedersen |     | 74' |
| DF           | 13 | Philippe Sandler         |     |     |
| DF           | 25 | Ramon Hendriks           |     |     |
| DF           | 32 | Denzel Hall              |     |     |
| MF           | 6  | Jorrit Hendrix           |     |     |
| MF           | 28 | Jens Toornstra           |     | 59' |
| FW           | 9  | Alireza Jahanbakhsh      |     | 88' |
| FW           | 11 | Bryan Linssen            |     | 74' |
| FW           | 23 | Patrik Wålemark          |     | 88' |
| Manager:     |    |                          |     |     |
| Arne Slot    |    |                          |     |     |

| Jucătorul meciului: Chris Smalling (Roma) Arbitri asistenți: Vasile Florin Marinescu (România) Mihai-Ovidiu Artene (România) Al patrulea arbitru: Sandro Schärer (Elveția) Arbitru asistent video: Marco Fritz (Germania) Arbitru asistent video asistent: Christian Dingert (Germania) Bastian Dankert (Germania) | Regulile meciului - 90 de minute - 30 de minute de prelungiri dacă este necesar - Lovituri de departajare dacă scorul rămâne egal - 12 rezerve - Maximum cinci înlocuiri în cele 90 de minute, plus a șasea permisă în prelungiri |

## Vezi și
- Finala Ligii Campionilor 2022
- Finala UEFA Europa League 2022